# Wisy
Wisy – wieś w Polsce położona w województwie świętokrzyskim, w powiecie koneckim, w gminie Radoszyce.
| SIMC    | Nazwa           | Rodzaj    |
| ------- | --------------- | --------- |
| 1018002 | Wisy Poduchowne | część wsi |
| 1018019 | Wisy-Kolonia    | część wsi |

W latach 1975–1998 miejscowość administracyjnie należała do województwa kieleckiego.
Wierni Kościoła rzymskokatolickiego należą do parafii Świętych Apostołów Piotra i Pawła w Radoszycach.